# Дика (фільм)
«Ди́ка» (англ. Wild) — американська біографічна драма режисера Жана-Марка Валле, що вийшла 2014 року. У головних ролях Різ Візерспун, Лора Дерн, Томас Садоскі. Стрічка є екранізацією одноіменного мемуару Шеріл Стрейд.
Вперше фільм продемонстрували 29 серпня 2014 року у США на кінофестивалі в Теллурайді. В Україні в кінопрокаті фільм не демонструвався.
Український переклад зробила студія Цікава ідея на замовлення Гуртом..

## Сюжет
Стрічка розповідає про пішу подорож Шеріл Стрейд, яка пройшла відстань у 1 100 миль заради того, щоб позбутися наслідків особистої трагедії. 

## Творці фільму

### Знімальна група
Кінорежисер — Жан-Марк Валле, сценаристом був Нік Горнбі, кінопродюсерами — Бруна Папандреа, Білл Полад і Різ Візерспун, виконавчі продюсери — Натан Росс і Берґен Свонсон. Кінооператор — Ів Беланґер, кіномонтаж: Мартін Пенза і Жан-Марк Валле. Підбір акторів — Девід Рубін, художник-постановник: Джон Пейно, артдиректор: Хав'єра Варас, художник по костюмах — Мелісса Брюнінґ.

### У ролях
| Актор            | Персонаж                                        | Роль                   |
| ---------------- | ----------------------------------------------- | ---------------------- |
| Різ Візерспун    | Шеріл Стрейд англ. Cheryl Strayed               |                        |
| Лора Дерн        | Барбара «Боббі» Ґрей англ. Barbara "Bobbi" Grey | мати Шеріл             |
| Томас Садоскі    | Пол англ. Paul                                  | колишній чоловік Шеріл |
| Міхіль Гаусман   | Джонатан англ. Jonathan                         |                        |
| Гебі Гоффманн    | Еймі англ. Aimee                                |                        |
| Кевін Ранкін     | Ґреґ англ. Greg                                 |                        |
| Вільям Ерл Браун | Френк англ. Frank                               |                        |
| Дж. Д. Евермор   | Клінт англ. Clint                               |                        |
| Браян Ван Голт   |                                                 | Рейнджер               |

## Сприйняття

### Критика
Фільм отримав позитивні відгуки: Rotten Tomatoes дав оцінку 91 % на основі 162 відгуків від критиків (середня оцінка 7,6/10) і 82 % від глядачів зі середньою оцінкою 3,9/5 (25,087 голосів). Загалом на сайті фільм має позитивний рейтинг, йому зарахований «стиглий помідор» від кінокритиків і «попкорн» від глядачів, Internet Movie Database — 7,5/10 (4 214 голосів), Metacritic — 76/100 (45 відгуків критиків) і 7,2/10 від глядачів (51 голос). Загалом на цьому ресурсі від критиків і від глядачів фільм отримав позитивні відгуки.

### Касові збори
Під час показу у США протягом першого (вузького, з 3 грудня 2014 року) тижня фільм був показаний у 21 кінотеатрі і зібрав 606,810 $, що на той час дозволило йому зайняти 15 місце серед усіх прем'єр. Наступного (широкого, з 19 грудня 2014 року) тижня фільм був показаний у 1,061 кінотеатрі і зібрав 4,113,752 $ (6 місце). Станом на 2 січня 2015 року показ фільму триває 31 день (4,4 тижня) і за час показу фільм зібрав у прокаті у США 23,014,000  доларів США (за іншими даними 18,474,471 $).

### Нагороди і номінації[11]
| Рік  | Нагорода                | Категорія                          | Номінант      | Результат |
| ---- | ----------------------- | ---------------------------------- | ------------- | --------- |
| 2015 | Премія «Золотий глобус» | Найкраща жіноча роль (драма)       | Різ Візерспун | Номінація |
| 2015 | Премія «Оскар»          | Найкраща жіноча роль               | Різ Візерспун | Номінація |
| 2015 | Премія «Оскар»          | Найкраща жіноча роль другого плану | Лора Дерн     | Номінація |

### Виноски
1. 1 2 3  Wild: Release Info (англ.). Internet Movie Database. Архів оригіналу за 26 грудня 2014. Процитовано 3 січня 2015.
2. 1 2  Wild (англ.). Box Office Mojo. Архів оригіналу за 1 січня 2015. Процитовано 3 січня 2015.
3. 1 2  Wild (англ.). The-numbers.com. Архів оригіналу за 3 січня 2015. Процитовано 3 січня 2015.
4. 1 2  Wild (англ.). Internet Movie Database. Архів оригіналу за 1 січня 2015. Процитовано 3 січня 2015.
5. ↑  Wild (англ.). Allmovie. Архів оригіналу за 28 грудня 2014. Процитовано 3 січня 2015.
6. 1 2  Wild: Full Cast & Crew (англ.). Internet Movie Database. Архів оригіналу за 17 листопада 2014. Процитовано 3 січня 2015.
7. ↑  Дикая. Премьеры (рос.). КиноПоиск. Архів оригіналу за 8 січня 2015. Процитовано 3 січня 2015.
8. ↑  Озвучення фільмів українською[недоступне посилання]
9. ↑  Wild (англ.). Rotten Tomatoes. Архів оригіналу за 26 листопада 2014. Процитовано 3 січня 2015.
10. ↑  Wild (англ.). Metacritic. Архів оригіналу за 24 жовтня 2012. Процитовано 3 січня 2014.
11. ↑  Wild: Awards (англ.). Internet Movie Database. Архів оригіналу за 28 грудня 2014. Процитовано 3 січня 2015.